# Frères de la Miséricorde de Montabaur
Pour les articles homonymes, voir FMM.
 (mars 2025).
Si vous disposez d'ouvrages ou d'articles de référence ou si vous connaissez des sites web de qualité traitant du thème abordé ici, merci de compléter l'article en donnant les références utiles à sa vérifiabilité et en les liant à la section « Notes et références ».
Les frères de la Miséricorde de Montabaur ou FMM (en latin: Fratres de Misericordia) forment une congrégation laïque masculine de droit pontifical.

## Historique
La congrégation est fondée en tant que fraternité laïque par Pierre Lötschert (1820-1886) avec l'aide de Georges Krupp, pour porter assistance aux malades. L'évêque de Limbourg, Mgr Peter Joseph Blum donne à la fraternité un directeur spirituel pour les aider à former une vie commune. Ils prennent exemple sur l'organisation des pauvres servantes de Jésus-Christ. Les cinq premiers postulants prennent l'habit religieux le 29 juin 1856 à Dernbach où Pierre Lötschert prend le nom de Frère Ignace. Ils prononcent leurs premiers vœux le 7 novembre 1858 à la chapelle de l'hôpital Saint-Vincent de Limbourg. Leur première maison (1856-1861) se trouve à Hadamar. La communauté ouvre une maison à Montabaur en 1861 qui devient dès lors la maison-mère de l'institut. Le décret de louange est accordé le 21 septembre 1888 et les constitutions sont approuvées définitivement par le Saint-Siège le 10 avril 1921.

## Œuvres et diffusion
Les frères se dévouent aux malades.

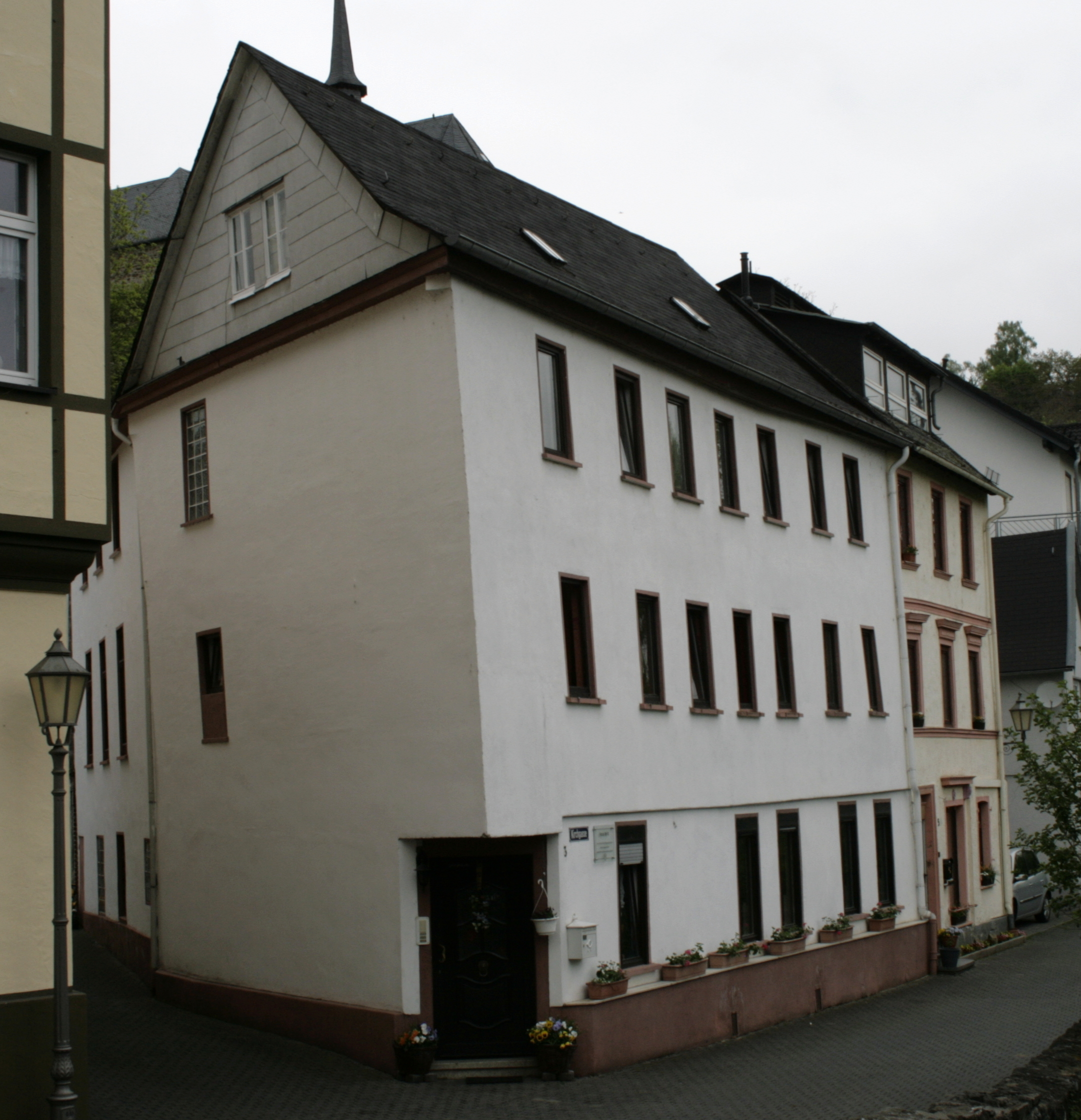
Premier hôpital des frères de la Miséricorde à Hadamar

Ils sont actifs en Allemagne, aux Pays-Bas et aux États-Unis.
La maison généralice est à Niederelbert près de Montabaur.
Selon l'Annuaire pontifical, au 31 décembre 2005, la congrégation comptait 42 religieux dans 7 maisons. Le supérieur général est actuellement Frère Stephan Geissler.

## Source de la traduction
- (de) Cet article est partiellement ou en totalité issu de l’article de Wikipédia en allemand intitulé « Barmherzige Brüder von Montabaur » (voir la liste des auteurs).